# Paula-Prinzip
Als Paula-Prinzip bezeichnen einige Autoren das von ihnen beobachtete Phänomen, dass das Peter-Prinzip im Wesentlichen für männliche Angestellte gelte, während weibliche Angestellte deutlich weniger leicht beruflich befördert würden als ihre männlichen Kollegen. Diese Benachteiligung von Frauen beträfe alle Hierarchieebenen und nicht lediglich Spitzenpositionen wie im Falle der „gläsernen Decke“. Der Name ist ein Wortspiel mit denen der Apostel Peter und Paul.

## Begriffsbildung

### Formulierungen des Paula-Prinzips
Das 1969 von Laurence J. Peter formulierte und nach ihm benannte Peter-Prinzip beschreibt einen Mechanismus, der dafür sorgt, dass Angestellte auf Positionen gelangen, für die ihnen die Fähigkeiten fehlen: Befördert werden Angestellte, solange sie in ihrer jeweils aktuellen Position gute Leistungen erbringen, da dann davon ausgegangen wird, dass sie auch für höhere Positionen geeignet sind. Dies kann so lange geschehen, bis sie auf einer Position angekommen sind, mit der sie überfordert sind, sodass weitere Beförderungen ausbleiben und sie auf ihrem jeweiligen „Niveau der Inkompetenz“ verharren.

“In a hierarchy every employee tends to rise to his level of incompetence.”

Jenes Prinzip differenzieren Cordelia Grimwood und Ruth Popplestone in ihrem Buch Women, Management and Care von 1993 dahingehend, dass Männer tendenziell auf Positionen jenseits ihrer Kompetenz befördert würden, Frauen dagegen auf Positionen festgehalten würden, die unter ihren Fähigkeiten liegen. Dieses Prinzip sei als „Paula-Prinzip“ bekannt und führe dazu, dass unfähige Manager teilweise von ihren Untergebenen aufgefangen werden müssen, welche sie eigentlich managen sollten – oftmals von effizienten Sekretärinnen.
Andrew Hede kritisierte Peter im Jahr 1994 dafür, er habe sein Prinzip zunächst auf „sexistische“ Weise ausgedrückt (aufgrund der Wortwahl mit männlichem Possessivpronomen his), bevor er später eine „nichtsexistische Formulierung“ gebrauchte. Das „Paula-Prinzip“ beschrieb er als long-lost sister („lang verschollene Schwester“) des etablierten Peter-Prinzips wie folgt:

“The Paula principle, by contrast, comprises two propositions:
1. The Peter principle applies mainly to men, and
2. Women tend to be promoted only to the level of their proven competence.

Thus, whereas men are typically assumed to be capable of performing at a level higher than that of their proven competence, women tend to be promoted only after they have demonstrated their capacity to perform at the higher level.”

„Das Paula-Prinzip umfasst dagegen zwei Aussagen:
1. Das Peter-Prinzip gilt hauptsächlich für Männer und
2. Frauen werden in der Regel nur auf das Niveau ihrer nachgewiesenen Kompetenz befördert.

Während davon ausgegangen wird, dass Männer in der Regel in der Lage sind, Leistungen auf einem höheren Niveau als dem ihrer nachgewiesenen Kompetenz zu erbringen, werden Frauen in der Regel erst befördert, nachdem sie ihre Leistungsfähigkeit auf einem höheren Niveau nachgewiesen haben.“

Dabei verwies er auf den Ausspruch der Journalistin Geraldine Doogue, wonach Gleichstellung in der Arbeitswelt dann verwirklicht sein würde, wenn es mittelmäßigen Frauen ähnlich gut erginge wie mittelmäßigen Männern (“We will have achieved equity in employment when mediocre women do as well as mediocre men”).
Im Jahr 2011 veröffentlichte Tom Schuller für die UK Commission for Employment and Skills ein Briefing Paper, in dem er ebenfalls Peters Originalformulierung mit männlichem Personalpronomen ansprach und erklärte, diese sei zwar den damaligen sprachlichen Gepflogenheiten geschuldet, entspräche aber gleichwohl insofern der Realität, als

“that women tend to remain at a level below that of their real competence, because of personal, structural or social factors.”

„dass Frauen dazu tendieren, auf einem Niveau unterhalb ihrer wirklichen Kompetenz zu bleiben, aufgrund persönlicher, struktureller oder sozialer Faktoren.“

Auch er bezeichnete dies als „Paula-Prinzip“, wobei er angab, das Prinzip mit dieser Veröffentlichung erstmals eingeführt zu haben. Weitere Verbreitung erfuhr der Begriff durch ein 2017 erschienenes Buch Schullers mit dem Titel The Paula Principle: why women lose out at work – and what needs to be done about it („Das Paula-Prinzip: Warum Frauen bei der Arbeit den Kürzeren ziehen – und was dagegen getan werden muss“). Darin geht der Autor der Frage nach, warum es immer noch eine große Diskrepanz zwischen männlichen und weiblichen Karrieren gibt. Schuller argumentiert, dass Frauen meist in Positionen stecken bleiben, die weit unter ihrem Kompetenzlevel liegen, also sehr weit unter der berühmten gläsernen Decke.

### Ideengeschichtlicher Kontext
Nach der weitgehenden Beseitigung rechtlicher Frauendiskriminierung in den westlichen Industriestaaten im Laufe des 20. Jahrhunderts wandten sich viele Feministinnen in den 1990ern verstärkt der Problematisierung von Denk- und Sprechweisen zu, die als Hemmnisse bei der Verwirklichung faktischer Gleichstellung trotz formaler Gleichberechtigung angesehen werden. Seit Mitte des Jahrzehnts wird in Bezug auf die USA und Großbritannien von einer „dritten Welle des Feminismus“ gesprochen, im Rahmen derer die Dekonstruktion etablierter Begriffe hinsichtlich Kategorien wie Geschlecht eine dominante Rolle einnimmt. Auch im Hinblick auf Unternehmensstrukturen sollte nun eine bis dahin unmarkierte männliche Norm in den Blick genommen, Dichotomien aufgebrochen und tradierte Verfahrensweisen hinterfragt werden. Im selben Jahr wie Grimwoods und Popplestones Formulierung des Paula-Prinzips postulierte die Wissenschaftshistorikerin Margaret W. Rossiter unabhängig hiervon den „Matilda-Effekt“, um – ebenfalls anhand eines Verweises auf die Bibel – den etablierten Matthäus-Effekt mit einem weiblich benannten Begriff zu kontrastieren, der verdeutlichen soll, dass sich auch dieser geschlechtsneutral konzipierte Effekt tatsächlich auf Männer und Frauen unterschiedlich auswirke und zu einer Benachteiligung von Wissenschaftlerinnen führe, deren Leistungen oftmals übersehen oder gar ihren männlichen Kollegen zugeschrieben würden.

## Einflussfaktoren
Schuller zieht in seinem Buch folgende fünf Hauptgründe zur Erklärung des Paula-Prinzips heran:
1. Die Diskriminierung von Frauen
Beispiele: Politikerinnen werden als Mädchen oder „Muttis“ wahrgenommen. Junge Kolleginnen werden nicht ernst genommen. Sexistische Sprüche und sexuelle Belästigung sind Alltag an vielen Arbeitsplätzen.
Schuller räumt ein, dass sich das Arbeitsklima für Frauen in den vergangenen Jahrzehnten verbessert habe, doch das Problem sei immer noch groß genug, um Frauenkarrieren negativ zu beeinflussen.
2. Männliche Vorbilder und Seilschaften seien immer noch die Regel
Wenn Führungsebenen männlich besetzt sind, seien männliche Vorbilder die Regel. Im Umkehrschluss bedeute das, dass es umso weniger weibliche Vorbilder gibt. Das Motto You can only be what you can see sei ein großes Problem. Hinzu komme, dass Männer bevorzugten, andere Männer in ihr Netzwerk aufzunehmen und zu fördern. Schuller beschreibt das als PlUs, „People like us“. Bereiche, in denen Frauen dominierten, wie zum Beispiel der Pflegesektor, seien wiederum oft deutlich schlechter bezahlt.
3. Die Allgegenwärtigkeit von Männern verunsichere Frauen
Alte Muster behalten ihre Gültigkeit: Bei derselben Eignung bewerben sich Männer selbstbewusst, während Frauen an ihrer Eignung zweifeln.
4. Die Annahme, Frauen bewerteten ihre berufliche Karriere selbst eher nachrangig
Frauen stellten sich, so Schuller, vor einer Beförderung zu viele Fragen, wie beispielsweise: Brauche ich das Geld, brauche ich die Anerkennung und kann ich mich in meiner jetzigen Position noch weiterentwickeln? Wenn sie zwei Fragen mit Nein beantworten könnten, schreckten sie vor einer Beförderung eher zurück. Davon profitierten dann wiederum männliche Kollegen. Dieser Punkt sei auch ein oft angeführtes Argument dafür, dass Frauen keine Karriere anstrebten und somit selbst schuld an ihrer Situation seien. Dem entgegnet Schuller, dass Männer sich stattdessen lieber diesen reflektierten Entscheidungsprozess zu eigen machen sollten.
5. Verfestigte Rollenklischees hielten sich hartnäckig
Auch die heutige Lebenssituation von Frauen führe dazu, dass hauptsächlich sie diejenigen seien, die sich um die Kinder oder die Pflege von Angehörigen kümmern, während Männer Vollzeit arbeiten gehen.
Um das verkrustete Gesellschaftsmodell aufzubrechen, schlägt Schuller vor, das berufliche Verhalten von Frauen anders zu interpretieren: „Wir müssen das Bild loswerden, dass man keine Karriere machen möchte, wenn man in Teilzeit arbeitet. Die Dinge werden sich in Fragen der Karriere für Frauen nur wirklich ändern, wenn auch Männer Mosaik-Karrieren eingehen und sich nicht dem Vollzeit-Konzept als einzigem Weg verschreiben.“

## Rezeption
Das Paula-Prinzip wurde von vielen Unternehmen, die Karriereberatung anbieten, ins Programm aufgenommen. Rezensionen von Schullers Buch und journalistische Beiträge über das Paula-Prinzip erschienen in renommierten Zeitungen wie dem Independent, dem Sydney Morning Herald und der Harvard Business Review. Die Professoren Annette Foley (Melbourne) und Peter Lavender (Wolverhampton) loben in einer Buchbesprechung die Zugänglichkeit und Datenfülle des Buches, stellen aber fest, dass Schuller feministische Theorien zur Haus- und Familienarbeit sowie zum Verhältnis von kapitalistischer Produktionsweise und Reproduktionsarbeit in keiner Form berücksichtigt.